# Eliza Doolittle
Eliza Doolittle (născută Eliza Sophie Caird pe 15 aprilie 1988 în City of Westminster) este o cantautoare engleză. Ea a debutat în anul 2009, iar primul său album, care îi poartă numele, a fost lansat în iulie 2010 în Regatul Unit, unde a primit recenzii în general favorabile și a fost comercializat în peste 300.000 de exemplare.